# Nieuwstraat (Maastricht)
De Nieuwstraat is een straat in het centrum van de Nederlandse stad Maastricht. De Nieuwstraat ligt midden in het voetgangersgebied van Maastricht en is een belangrijke winkelstraat.

## Geschiedenis
Door archeologisch onderzoek is komen vast te staan dat de Romeinse hoofdweg, tegenwoordig meestal aangeduid als Via Belgica, min of meer het tracé van de huidige Grote Staat volgde. Opgravingen hebben aangetoond dat hier al in de 1e eeuw na Chr. gewoond en gewerkt werd. Aan de weg tussen de eerste Romeinse brug van Maastricht en de begraafplaats (op het Vrijthof) lagen langgerekte, op de weg georiënteerde percelen met gebouwen van hout en leem. Deze percelen strekten zich uit over het zuidelijk gedeelte van de Nieuwstraat.

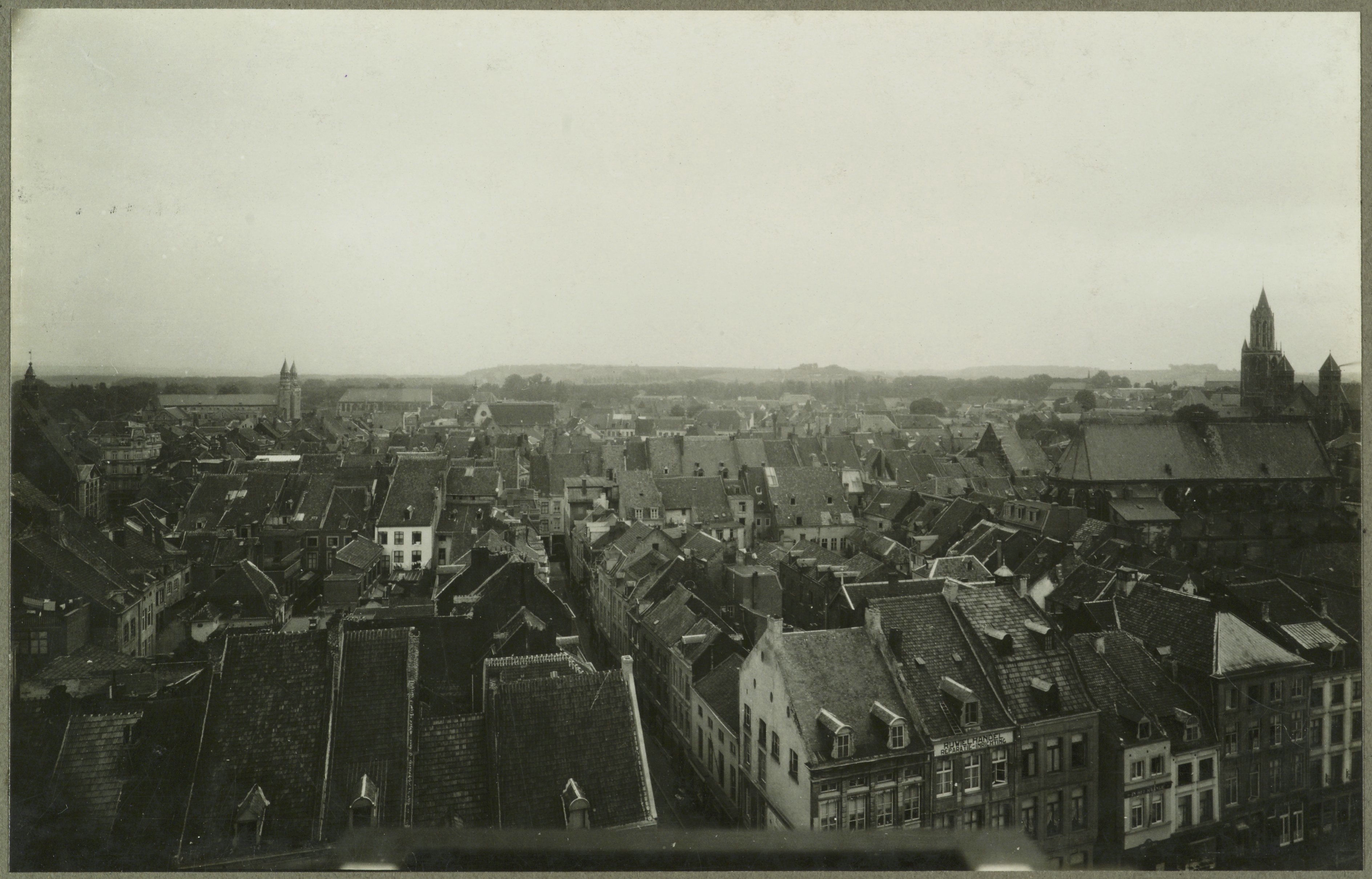
De Nieuwstraat vanaf de toren van het Stadhuis van Maastricht (1924)

Volgens een omstreden theorie zou hier in de 13e eeuw een huis van de Tempeliers hebben gestaan. Een schuldbekentenis uit 1269 zou aantonen dat de Tempeliers ook in Maastricht actief waren en onder andere aan bankzaken deden. Omstreeks het jaar 1800 zouden in de Nieuwstraat fundamenten van een kapel zijn gevonden, waarvan men dacht dat die bij een Tempeliersklooster hoorde. Na opheffing van de ridderorde zou de grond zijn verkocht en aldaar de Nieuwstraat zijn aangelegd. Vooralsnog moet geconcludeerd worden dat de aanwezigheid van een Tempeliershuis in de Nieuwstraat niet bewezen kan worden.
De naam Nieuwstraat had in de middeleeuwen aanvankelijk betrekking op de huidige Platielstraat. Pas in de 15e eeuw wordt de naam gebruikt voor de straat tussen de Sint-Jorisstraat (thans Grote Staat) en de Markt. Op de plattegrond van Simon de Bellomonte uit 1581 is de Heilige Geestkapel afgebeeld op de hoek van de huidige Grote Staat en de Nieuwstraat. Dat dit niet kan kloppen blijkt uit een akte uit 1422, waarin sprake is van een huis met de naam Ten Tumeler in de "Sint Goerysstraet" (Sint-Jorisstraat). Het lag op de hoek van "de nuwestraet, gaende ter hallen wart" (de Nieuwstraat, lopende in de richting van de Lakenhal) en grensde in de Sint-Jorisstraat aan het huis van de harnasmaker Henric van Haesdael, hetwelk eerst grensde aan de kapel. Tussen de Nieuwstraat en de Heilige Geeststeeg lag de Poort van Strijthagen, een poorthuis van de adellijke familie Van Strijthagen, waarvan diverse leden in de 16e eeuw belangrijke bestuursfuncties in Maastricht uitoefenden.
Tijdens het ancien régime was de Nieuwstraat een drukke straat met veel bedrijvigheid, centraal gelegen tussen de Markt en de Sint-Jorisstraat. Na de Franse tijd veranderde het karakter van de centrumstraten geleidelijk, ook van de Nieuwstraat. In de loop van de 19e eeuw vertrokken veel bedrijven en handwerkslieden (zoals zilversmeden, kleermakers en schoenmakers). Ervoor in de plaats kwamen winkels, vanaf begin 20e eeuw ook filialen van grootwinkelbedrijven. De laatste jaren hebben vrijwel alle lokale winkels plaats gemaakt voor winkelketens en franchise-ondernemingen. Enkele bekende, verdwenen zaken zijn: Kamps (slagerij), Venezia (ijssalon, ca. 1975), Martinez (rookwaren), Jostmeijer (fotozaak), Dom van den Bergh (audio, tv's, haarden), Loe Lap (dumpartikelen, kampeerspullen), Exotique (tassen), Van Beneden (textiel), Magazijn Nederland, Kledinghuis, Bronneberg en Bonneterie (kleding).
Begin jaren zeventig werd de straat voetgangersgebied. Aan het begin van de 21e eeuw is het gehele kernwinkelgebied van Maastricht gerenoveerd, waarbij ook de bestrating, het straatmeubilair en de straatverlichting in de Nieuwstraat zijn vervangen.

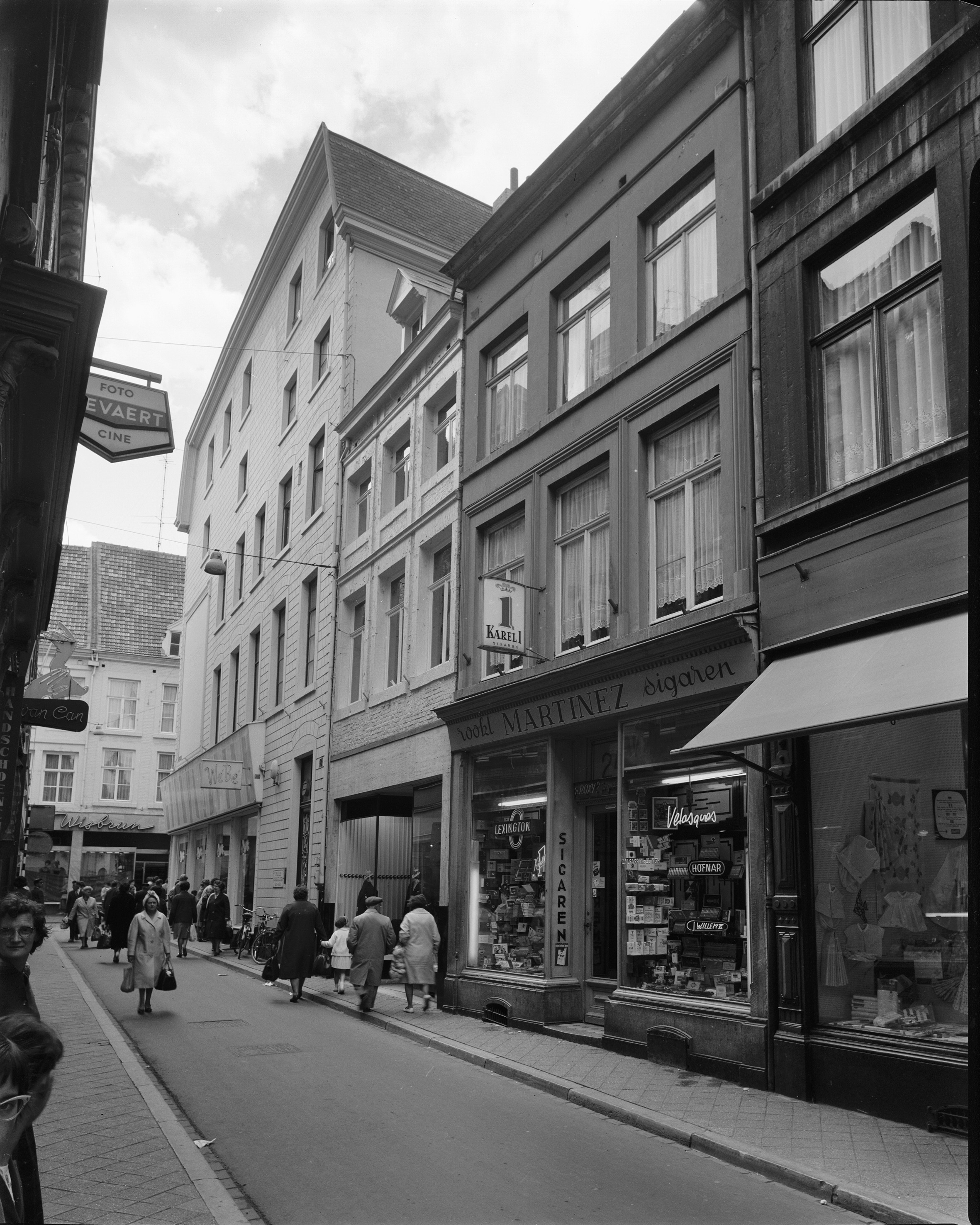
Zuidwestzijde straat, 1962
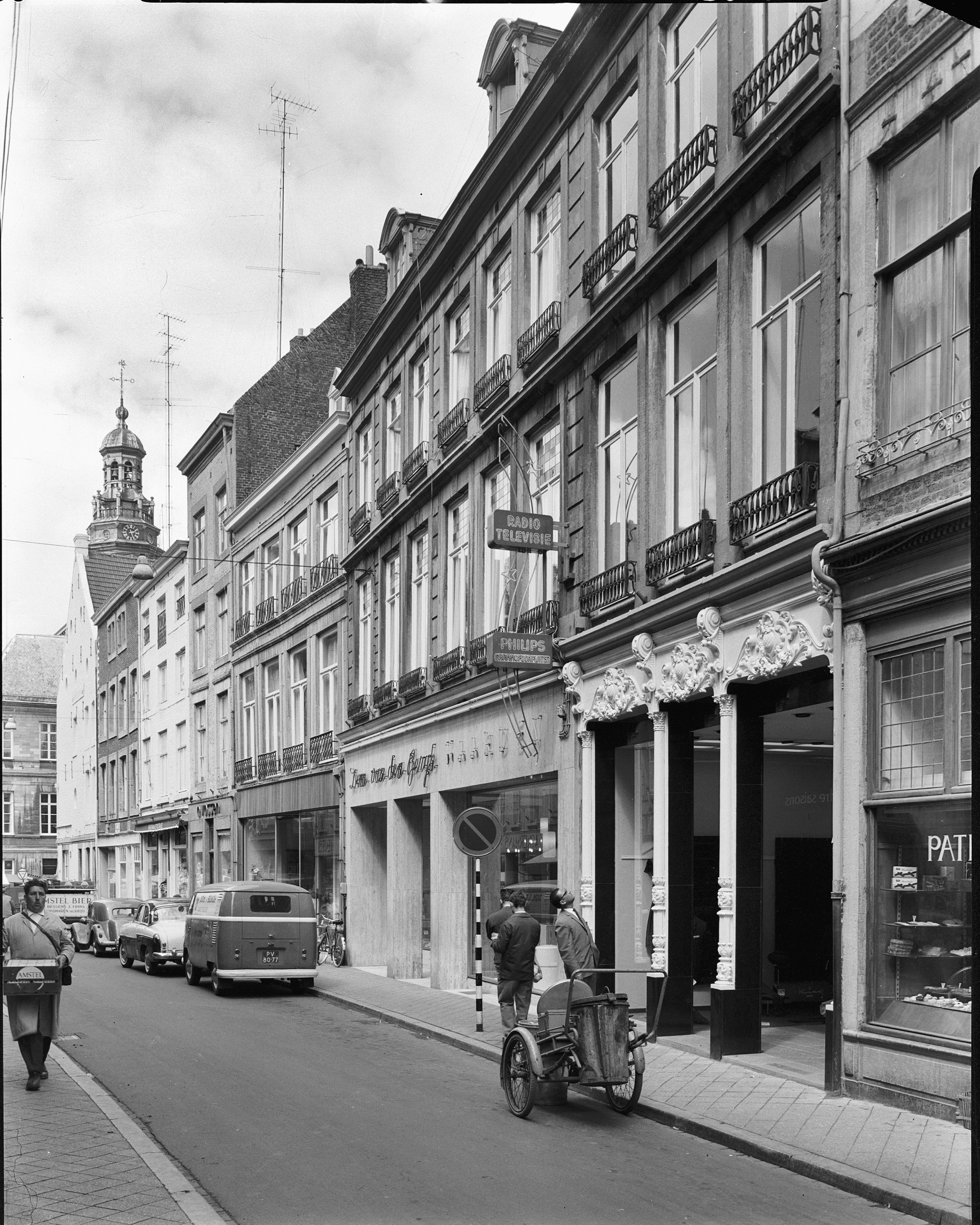
Middendeel straat, 1962
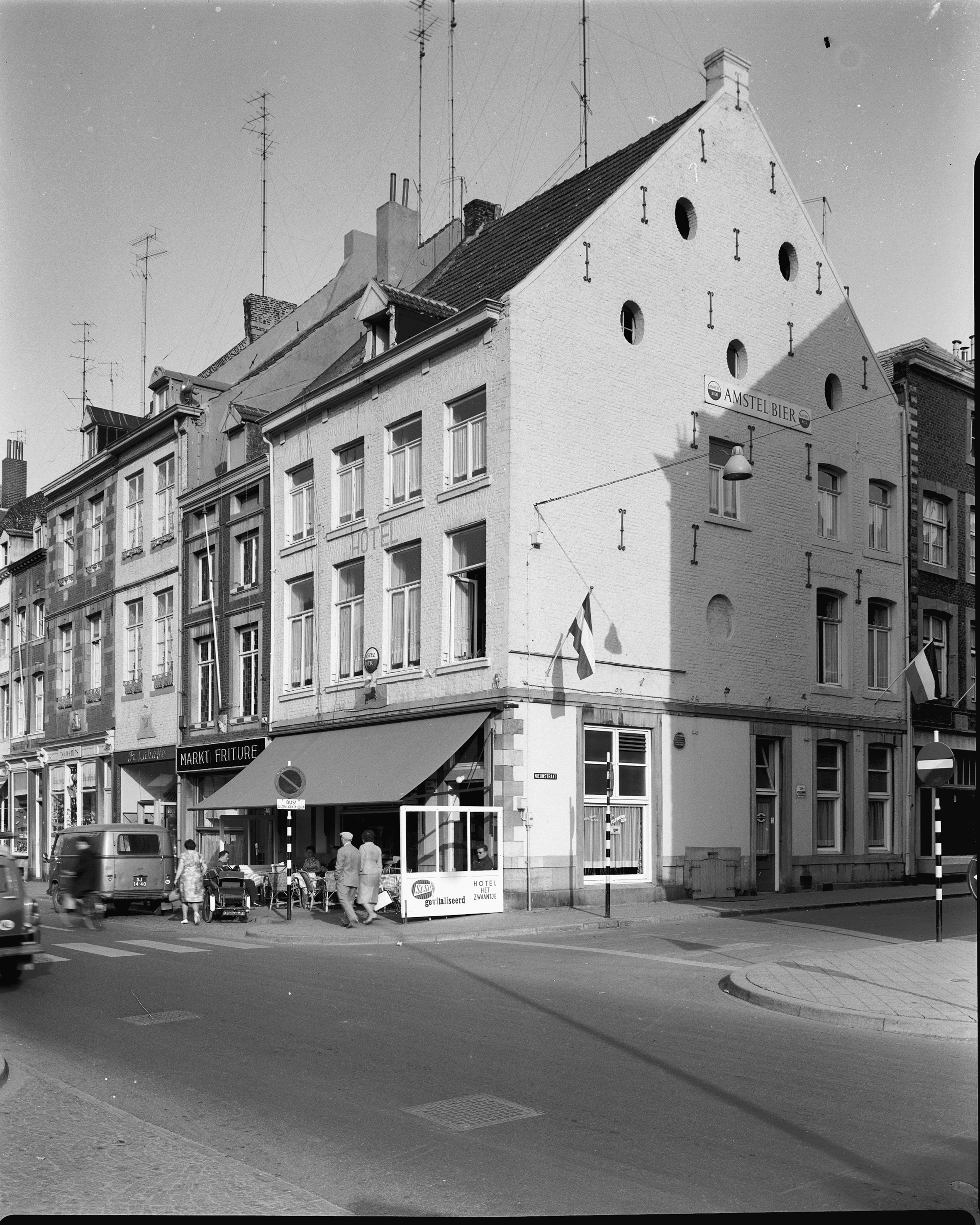
Markt-Nieuwstraat, 1962
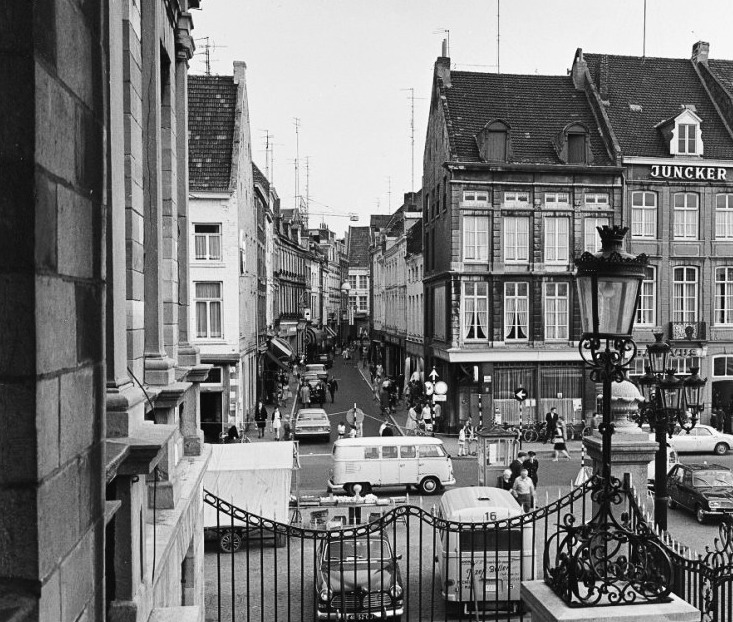
Vanaf het stadhuis, 1970

## Bezienswaardigheden

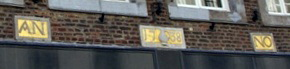
Gevelstenen AN 1738 NO (nr. 1)

De Nieuwstraat is onderdeel van het beschermd stadsgezicht van Maastricht. In de straat liggen 20 rijksmonumenten. De 17e-, 18e- of 19e-eeuwse gevels hebben vaak vensteromlijstingen van blauwe hardsteen, soms nog met gevelstenen (nrs. 1-3, 15, 16 en 17). De huizen in de Nieuwstraat hebben over het algemeen drie of vier verdiepingen met daarboven hoge daken, waaronder soms nog twee of drie verdiepingen schuilen. Veel panden, ook de rijksmonumenten, hebben gemoderniseerde winkelpuien. Toch zijn er in de Nieuwstraat, in vergelijking met andere winkelstraten, opvallend veel laat-19e of vroeg-20e-eeuwse winkelpuien bewaard gebleven.
De meest opvallende gebouwen in de Nieuwstraat zijn de twee huizen op de zuidoosthoek en de noordoosthoek van de straat. Het huis Grote Staat 22 dateert uit het eerste kwart van de 18e eeuw. De zijgevel in de Nieuwstraat is door zijn hoogte en diepte imposanter dan de voorgevel in de Grote Staat. Het hoekpand Markt 69 uit het laatste kwart van de 18e eeuw is aan de Marktzijde geheel met natuursteen bekleed, maar ook hier maakt de zijgevel aan de Nieuwstraat indruk door zijn hoogte. Beide panden bezitten een gemeentelijk aanplakbord uit het begin van de 20e eeuw.

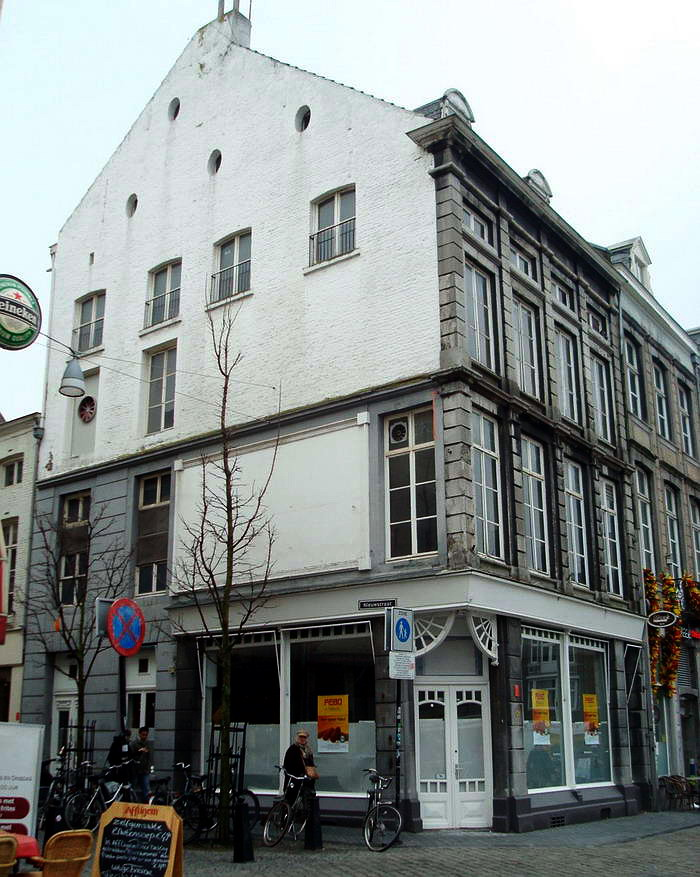
Hoekpand Markt
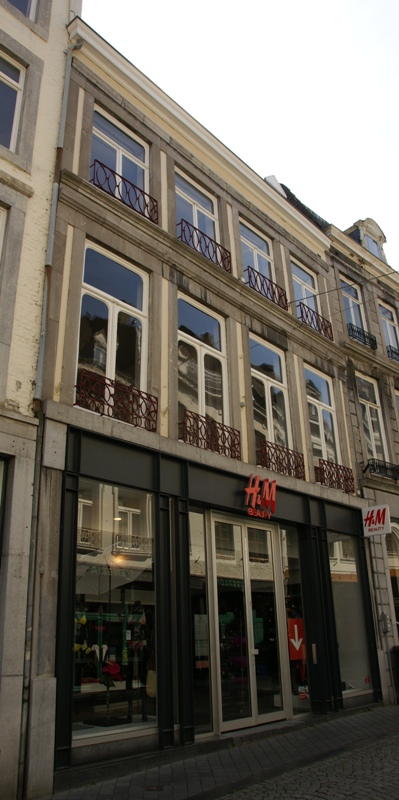
Nieuwstraat 9
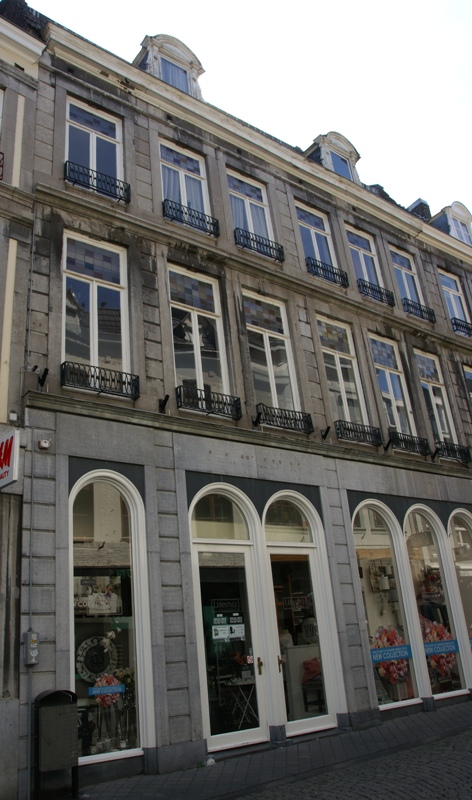
Nieuwstraat 11
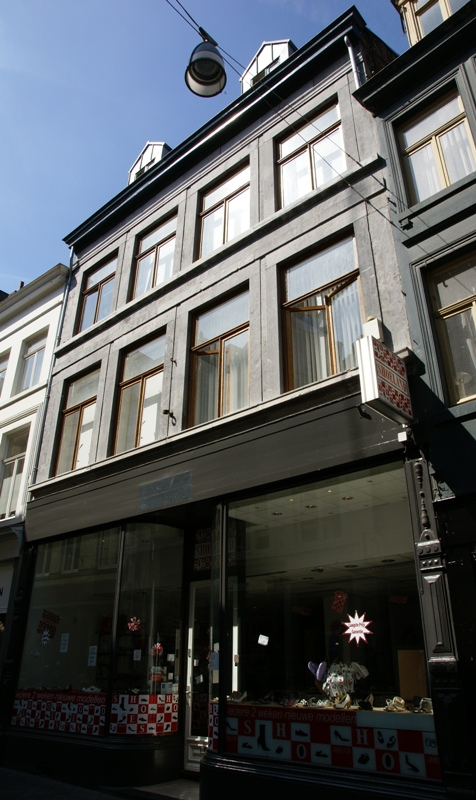
Nieuwstraat 22

## Trivia
- In 1800 trouwde ene Petrus Leonardus Dominicus Regout met Maria Gertrudis Nijsten. Het echtpaar kocht in hetzelfde jaar een huis in de Nieuwstraat, waarin zij een winkel in aardewerk en porselein begonnen en tevens glaswerk verhuurden. Een jaar later kwam hier Petrus Laurentius Regout ter wereld, de grondlegger van de Maastrichtse glas- en aardewerkindustrie, de stichter van de Sphinx-fabrieken en de pater familias van de familie Regout.
- Op 2 augustus 1967 woedde een flinke brand in de Nieuwstraat waarbij de winkel van Dom van den Bergh geheel uitbrandde. Het pand tussen de Nieuwstraat en de Muntstraat en de belendende percelen liepen enorme schade op.
- Op 30 november 1985 kreeg Wubbo Ockels, de eerste Nederlander die een vlucht door de ruimte maakte, een heldenontvangst in Maastricht, waar Ockels en zijn echtgenote destijds woonden. De Nieuwstraat werd uitverkoren voor een typisch Amerikaanse ticker-tape parade. Ockels bood burgemeester Houben op het Stadhuis een Maastrichtse stadsvlag aan, die hij op zijn tocht door de ruimte had meegenomen.